# Ascotis
Ascotis là một chi bướm đêm thuộc họ Geometridae.

## Các loài tiêu biểu
- Ascotis fortunata
- Ascotis margarita Warren, 1894
- Ascotis selenaria – Giant Looper (Denis & Schiffermüller, 1775)
- Ascotis sordida Warren, 1894
- Ascotis terebraria Guenée, 1862<small

## Hình ảnh

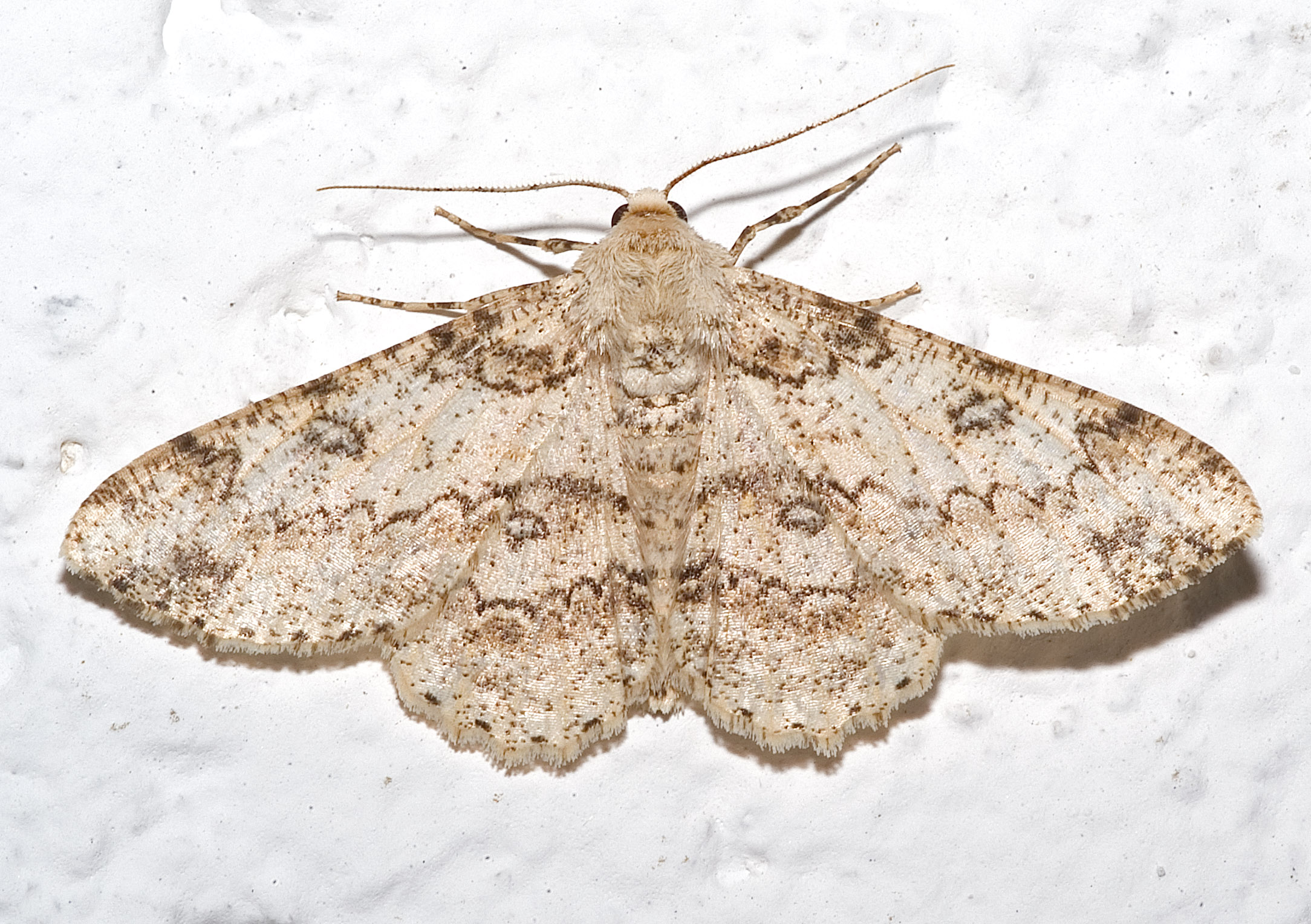